# Niebieski szlak turystyczny Rzeszów – Grybów
przebieg starej trasy

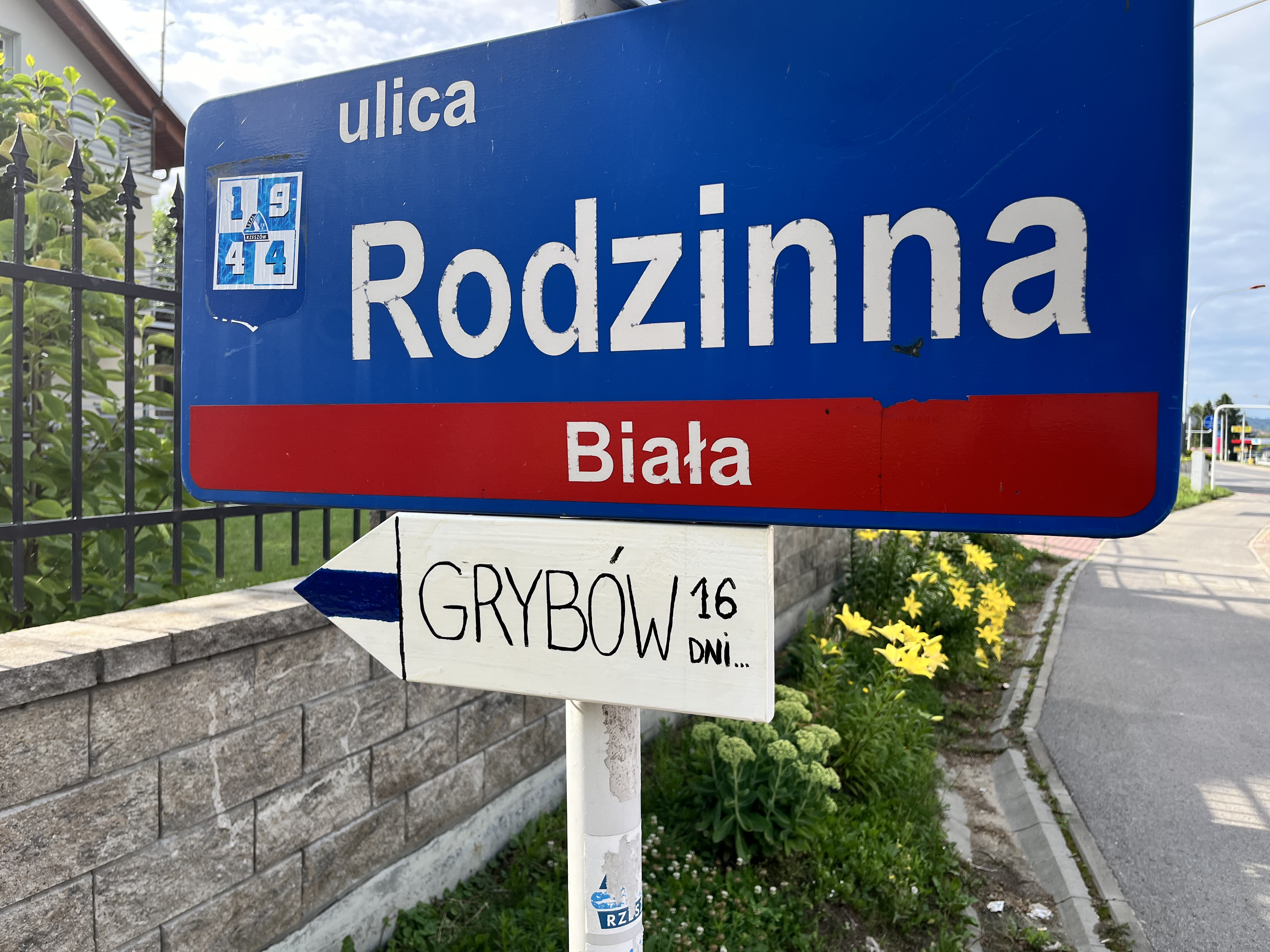
Rzeszów-Biała, stary początek szlaku przy ulicy Rodzinnej

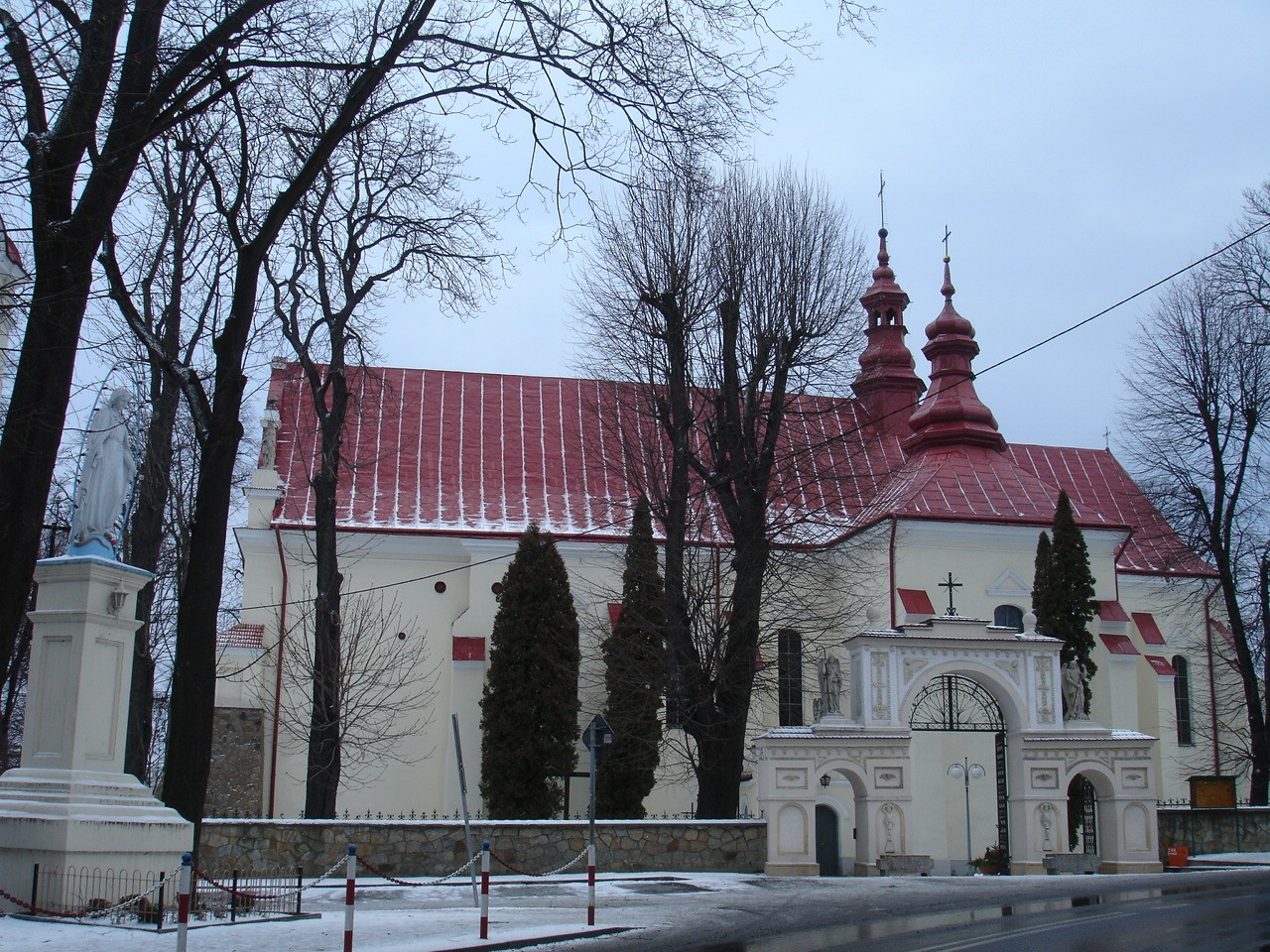
Dynów

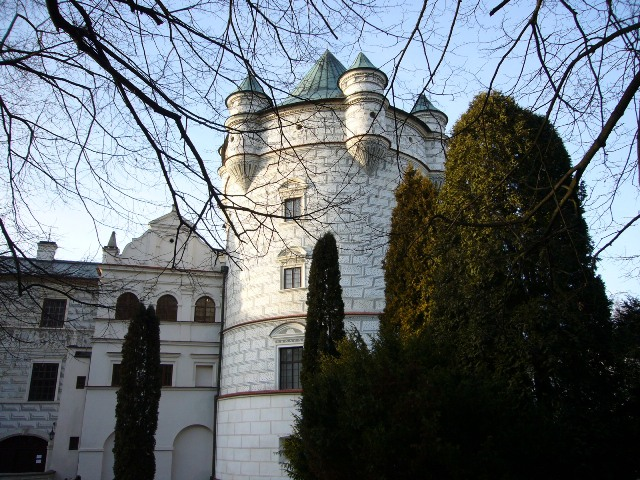
Zamek w Krasiczynie

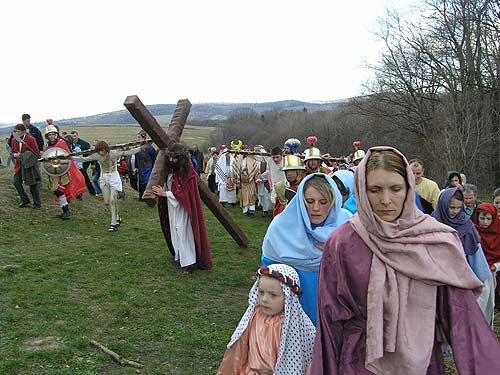
Kalwaria Pacławska

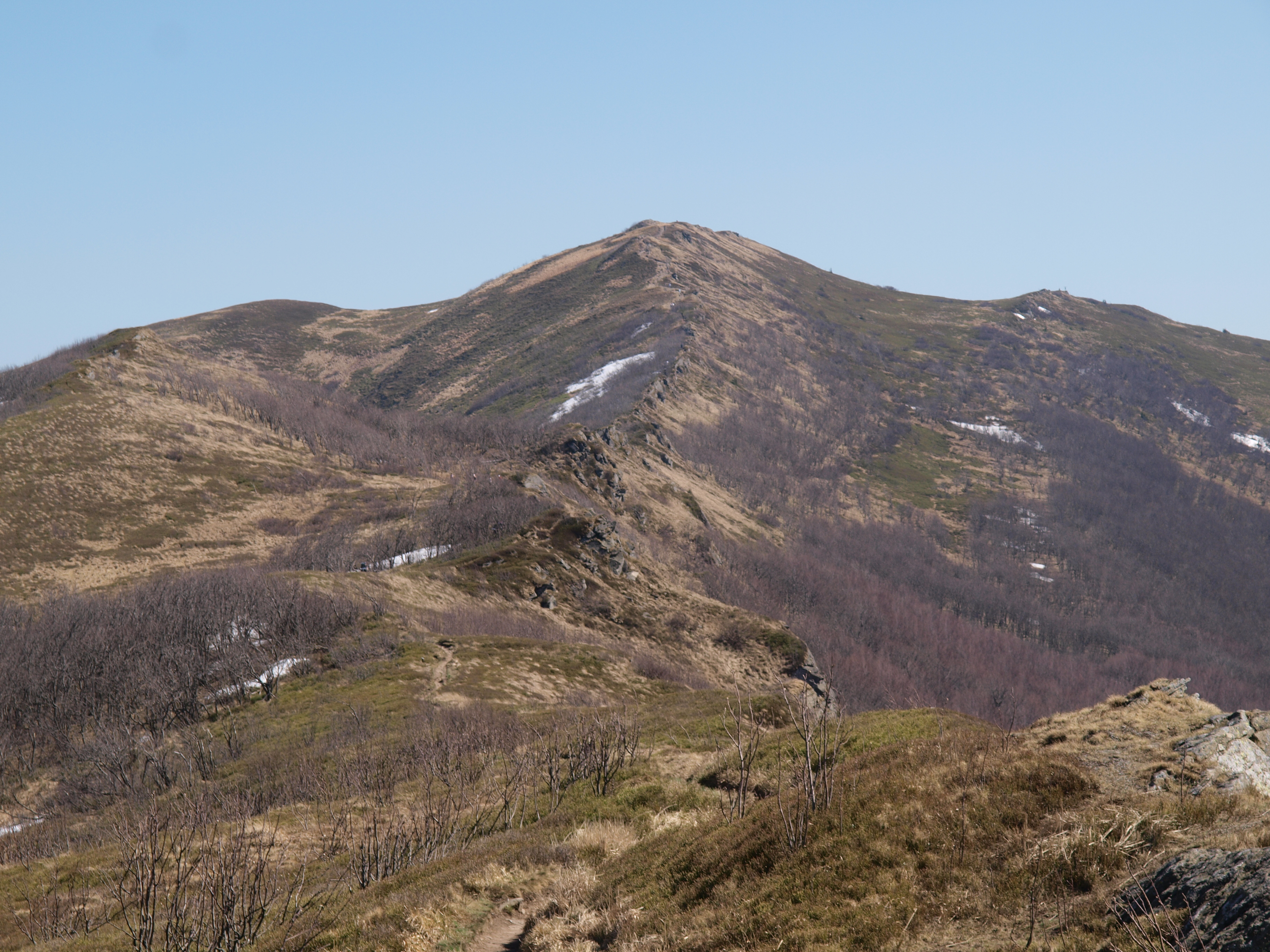
Bukowe Berdo

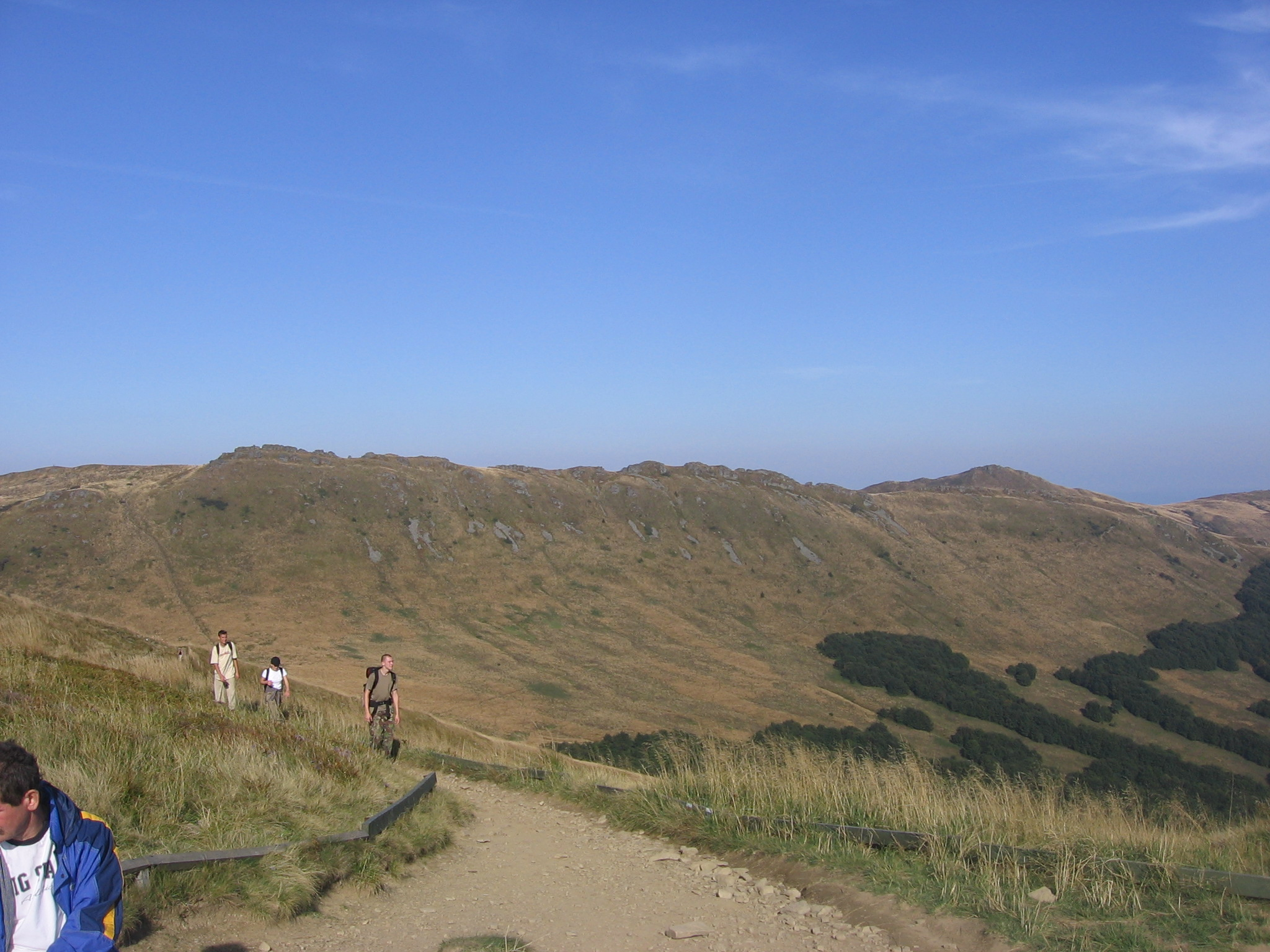
Krzemień widziany z przełęczy pod Tarnicą

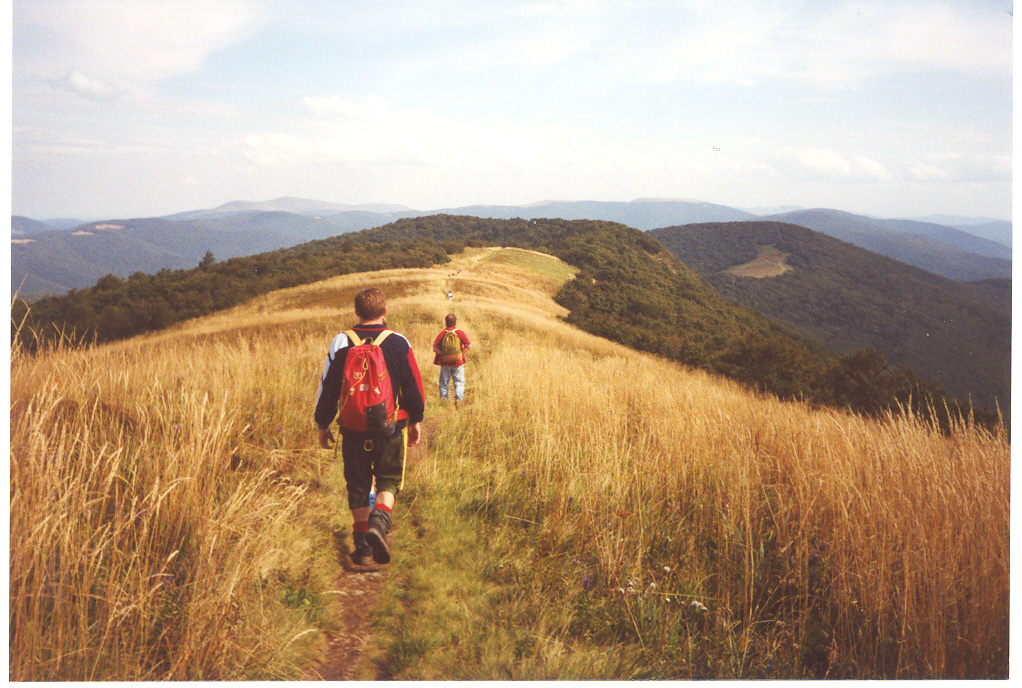
Widok z Dziurkowca

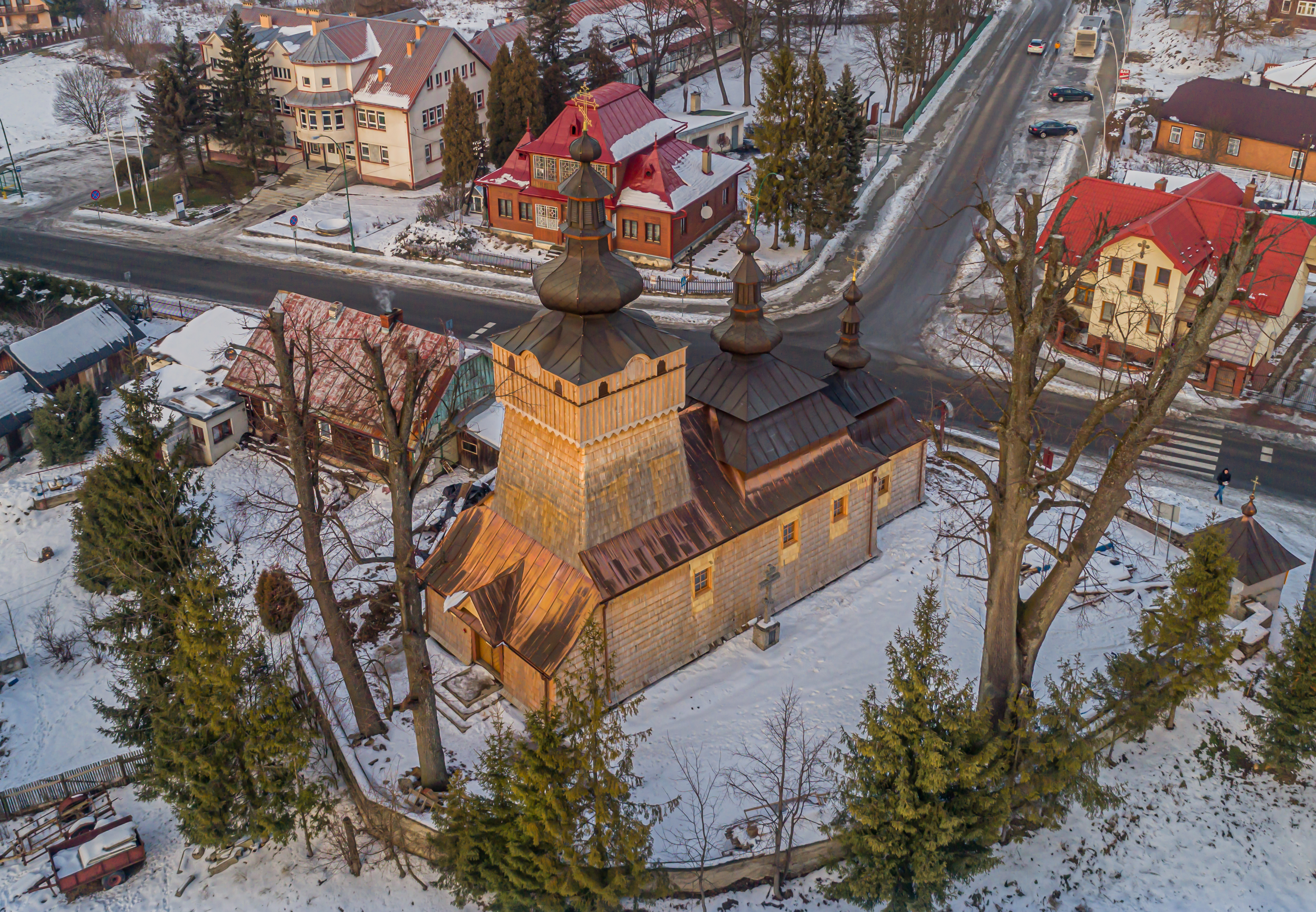
Cerkiew w Wysowej

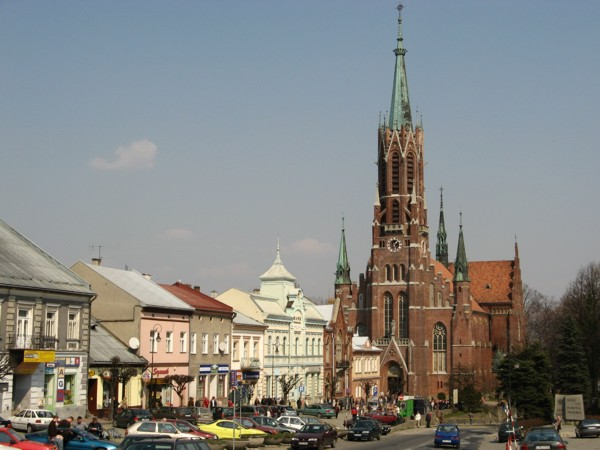
Grybów

Niebieski szlak turystyczny Rzeszów–Grybów – długodystansowy, górski, pieszy szlak turystyczny, oznakowany kolorem niebieskim, biegnący z Przylasku do Grybowa, nazywany również Szlakiem Karpackim lub Szlakiem Granicznym (głównie na odcinkach przygranicznych), jest trzecim pod względem długości pieszym szlakiem turystycznym w Polsce (429,5 km). Prowadzi przez: Pogórze Dynowskie, Pogórze Przemyskie, Góry Sanocko-Turczańskie, Bieszczady Zachodnie oraz Beskid Niski. Na obszarze dwóch ostatnich z wyżej wymienionych pasm na długich odcinkach przebiega wzdłuż granicy polsko-słowackiej, a pomiędzy Wielką Rawką i Krzemieńcem w Bieszczadach – również polsko-ukraińskiej, jednak nie wykracza poza terytorium Polski. Najwyżej położone miejsce na trasie znajduje się pod wierzchołkiem Krzemienia (ok. 1320 m n.p.m.).W lutym 2025 roku PTTK Rzeszów zmieniło całkowicie przebieg istniejącej kilkadziesiąt lat  trasy na długości około 40 km na odcinku Rzeszów Biała do Dynowa (dawny przebieg: Rzeszów Biała ul Rodzinna -Matysówka -Borek Stary-Borówki-Grzegorzówka-Jawornik Polski-Bachórz -Dynów, obecny poniżej).
Na odcinku Grybów – Nowy Łupków szlak nosi imię Kazimierza Pułaskiego.
Odcinek graniczny pomiędzy Przełęczą Dukielską na zachodzie a Wielką Rawką na wschodzie  powiela, z niewielkimi odstępstwami, przebieg znakowanego na czerwono Głównego Szlaku Karpackiego im. Józefa Piłsudskiego wyznaczonego w 1935 roku.

## Przebieg

### Pogórze Dynowskie[9]
- Przylasek
- Błażowa
- Bachórz
- Dynów

### Pogórze Przemyskie[10][11]
- Piątkowa
- Sufczyna
- Huta Brzuska
- Krzeczkowski Mur
- Krzeczkowa
- Olszany
- Krasiczyn
- Dybawka Dolna
- Wapielnica 394 m
- Szybenica 496 m
- Gruszowa
- Huwniki
- Kalwaria Pacławska
- Suchy Obycz 618 m
- Jureczkowa

### Góry Sanocko-Turczańskie[11]
- Brańcowa 677 m
- Przełęcz Wolańska 536 m
- Mosty 640 m
- Dźwiniacz Dolny
- Kamienna Laworta 769 m
- Ustrzyki Dolne
- Gromadzyń 654 m
- Równia
- Żuków
- Teleśnica Oszwarowa
- Chrewt
- Otryt (Chata Socjologa)

### Bieszczady Zachodnie[11]
- Dwernik
- Magura Stuposiańska 1016 m
- Pszczeliny–Widełki
- Bukowe Berdo 1201 oraz 1311 m
- Krzemień 1335 m
- Przełęcz Goprowska 1160 m
- Przełęcz pod Tarnicą 1275 m
- Wołosate
- Ustrzyki Górne
- Wielka Rawka 1304 m
- Krzemieniec 1221 m
- Kamienna 1201 m
- Hrubki 1186 m
- Czerteż 1072 m
- Borsuk 991 m
- Czoło 1159 m
- Riaba Skała 1199 m
- Dziurkowiec 1188 m
- Płasza 1162 m
- Okrąglik 1101 m
- Przełęcz nad Roztokami Górnymi 801 m
- Rypi Wierch 1003 m
- Stryb 1011 m
- Czerenin 929 m
- Balnica
- Wysoki Groń 905 m
- Nowy Łupków

### Beskid Niski[12]
- Przełęcz Radoszycka 684 m
- Garb Średni 822 m
- Danawa 841 m
- Wielki Bukowiec (Pasika) 848 m
- Jasienik 771 m
- Kamień nad Jaśliskami – południowy stok
- Przełęcz Dukielska 500 m
- Barwinek
- Baranie 754 m
- Huta Polańska
- Nad Tysowym 711 m
- Ożenna
- przełęcz Beskid nad Ożenną 590 m
- Przełęcz pod Zajęczym Wierchem 566 m
- Konieczna
- Jaworzyna Konieczniańska 881 m
- Przełęcz Regetowska 646 m
- Wysowa-Zdrój
- Ropki
- Bordiów Wierch 752 m
- Homola 712 m
- Wawrzka
- Chełm 778 m
- Grybów

## Zimowe przejście
Pierwsza zimowa próba samotnego (bez wsparcia) przejścia szlaku nastąpiła między 6 a 23 stycznia 2021. Przejście było połączone z akcją charytatywną na rzecz Fundacji Hospicjum dla Dzieci z siedzibą w Rzeszowie.